# 罗密欧·内里
罗密欧·内里（義大利語：Romeo Neri，1903年3月26日—1961年9月23日），意大利男子体操运动员。他曾参加1928年、1932年和1936年夏季奥运会，其中在1928年奥运会收获一枚银牌，1932年奥运会则收获三枚金牌。